# Valentin Gaft
Valentín Iósifovich Gaft (en ruso: Валенти́н Ио́сифович Гафт; Moscú, 2 de septiembre de 1935-Zhávoronki, 12 de diciembre de 2020) fue un actor ruso y soviético, Artista del Pueblo de la RSFSR (1984).

## Biografía

### Temprana edad y educación
Gaft nació en Moscú de padres judíos; Iósif Románovich Gaft (1907-1969), quien era abogado y Guita Davýdovna Gaft (1908-1993). Su familia se mudó a Moscú desde Poltava, Ucrania. Durante la Segunda Guerra Mundial, Iósif Gaft sirvió en el Ejército Rojo, obteniendo el rango de Mayor.
Gaft se interesó mucho por el teatro mientras era estudiante y participó en la actuación de aficionados de teatro de la escuela. Se graduó de la Escuela-Estudio del Teatro de Arte de Moscú (1953-1957). Entre los estudiantes del mismo curso se encontraban los futuros actores populares Oleg Tabakov y Maya Menglet.

### Teatro

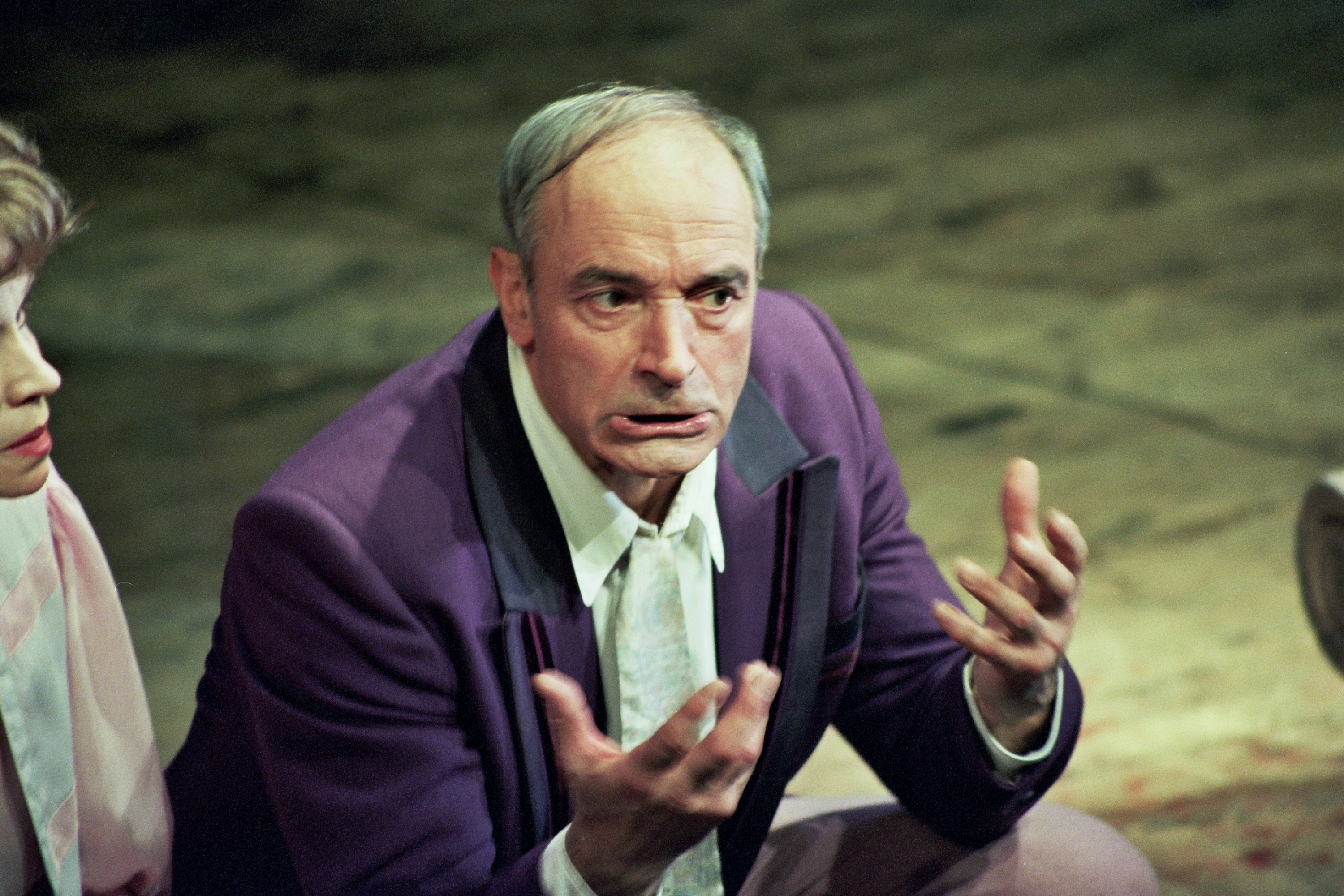
Gaft en una obra de teatro

Después de graduarse, Gaft trabajó para varios teatros, incluido el Teatro Mossovet, el Teatro Léninski Komsomol (bajo el famoso director Anatoly Efros) y el Teatro de la Sátira. En 1969, comenzó a trabajar para el Teatro Sovreménnik y trabajó allí hasta 2019.

### Cine
Gaft comenzó su trabajo para el cine en 1956 en la película, Murder on Dante Street de Mijaíl Romm.
Posteriormente, protagonizó las películas The First Courier (1968), Mad Gold (1977), Centaurs (1979), Black Hen, o Underground Villagers (1981), Fouetté (1986). Asimismo, interpretó papeles destacados en la comedia musical The Sorceress (1982), la tragicomedia Through Main Street with an Orchestra (1986), la película de acción Thieves in Law (1988), La visita de la dama (1989), Night Fun (1991), Encore y Once More Encore! (1992).
En 1994, Gaft interpretó a Woland en la película de Yuri Kara, The Master and Margarita, que solo se estrenó en 2011.
Sin embargo, la verdadera popularidad llegó a Gaft solo después de la cooperación con Eldar Ryazánov. En 1979, interpretó al presidente de la cooperativa de garaje, Sidorkin, en la comedia, The Garage. En 1980, protagonizó la tragicomedia, Say a Word for the Poor Hussar. En 1987, protagonizó la película, Forgotten Melody for a Flute y en 1991 la película, Promised Heaven.
Además del teatro y el cine, Gaft interpretó muchos papeles en televisión: el personaje principal en la serie de televisión basada en la novela Buddenbrooks de Thomas Mann, Lopatin en Lopatin's Notes; Jasper en la película de cuatro partes, Edin Druid's Secret; Kramin en la película para televisión, For el resto de su vida; el príncipe Borescu en el programa de televisión, The Archipelago Lenoir The Kid en Kings and Cabbage; Butler en la película para televisión, ¡Hola, soy tu tía! y otros. Los teleplays con la participación de Gaft incluyeron solo unas palabras en honor a M. de Moliere, Widow's Home, Players, Aesop y Who's Afraid of Virginia Woolf?

## Vida personal
Gaft estuvo casado en terceras nupcias con la actriz Olga Ostroúmova desde 1996 hasta su muerte. Fue autor de epigramas tajantes y populares contra muchas figuras teatrales y cinematográficas. En la película de 2013, Yolki 3, leyó parte de su propia poesía.
En 2016, a Gaft se le prohibió la entrada en Ucrania porque "las declaraciones contradecían los intereses de nuestra seguridad nacional".
Gaft falleció el 12 de diciembre de 2020 en Moscú a la edad de 85 años.

## Filmografía seleccionada
- Yolki 3 (Ёлки, 2013) como Nikolái Petróvich.
- La vida y aventuras de Mishka Yapónchik (Жизнь и приключения Мишки Япончика, 2011, TV) como Mendel Hersh.
- Quemado por el sol 2 (Утомлённые солнцем 2, 2010) como Pimen.
- El Libro de los Maestros (Книга Мастеров, 2009) como espejo mágico.
- 12 (2007) como cuarto jurado.
- El maestro y Margarita (miniserie) (Мастер и Маргарита, 2005) como Joseph Kaifa / general del NKVD
- Casa para los ricos (Дом для богатых, 2000) como Román Rumyánov.
- Tender Age (Нежный возраст, 2000) como Saledon Sr.
- Viejas brujas (Старые клячи, 2000) como general Dubovitsky.
- El maestro y Margarita (película de 1994) (Мастер и Маргарита, 1994) como Woland.
- ¡Encore, una vez más encore! (Анкор, ещё анкор !, 1992) como Vinográdov.
- Promised Heaven (Небеса обетованные, 1991) como Dmitri Lóguinov, "Presidente".
- Perdido en Siberia (1991) como Beria.
- Los festines de Baltasar, o una noche con Stalin (Пиры Валтасара, или Ночь со Сталиным, 1989) como Lavrenti Beria.
- La vida de Klim Samguín (Жизнь Клима Самгина, 1988, TV) como Valeri Trífonov.
- Por la calle principal con una orquesta (По главной улице с оркестром, 1987) como Konstantín Vinográdov.
- Visita a Minotauro (Визит к Минотавру, 1987) como Pável Ikónnikov.
- Melodía olvidada para flauta (Забытая мелодия для флейты, 1987) como Odinokov.
- Vertical Race (Гонки по вертикали, 1983) como Lyokha Dedushkin.
- Di una palabra por el pobre Húsar (О бедном гусаре замолвите слово ..., 1981) como el coronel Ivan Pokrovsky.
- Perro con botas (Пёс в сапогах, 1981, voz) como Lofty
- El garaje (Гараж, 1980) como Sidorin.
- Centauros (Кентавры, 1978) como Andrés.
- ¡Hola, soy tu tía! (Здравствуйте, я ваша тётя !, 1975) como Brasset.
- Por el resto de su vida (Навсю оставшуюся жизнь, 1975) como el teniente Kramin.
- Moscú, mi amor (Москва, любовь моя, 1974) como coreógrafo.
- Esa dulce palabra: ¡Libertad! (Это сладкое слово - свобода !, 1973, voice) como Miguel Carrera.

## Premios y honores
- Orden del Mérito de la Patria

Gaft recibe la Orden al Mérito de la Patria de Vladímir Putin

  - 4.ª clase (15 de febrero de 2016) - por su destacada contribución al desarrollo de la cultura y muchos años de actividad creativa.
  - 2.ª clase (2 de septiembre de 2010) - por su destacada contribución al desarrollo del arte teatral nacional y muchos años de actividad creativa.
  - 3.ª clase (2 de septiembre de 2005) - por su destacada contribución al desarrollo del arte teatral y muchos años de actividad creativa.
- Orden de la Amistad (11 de agosto de 1995) - por servicios al estado y logros en el trabajo y contribución significativa al fortalecimiento de la amistad y la cooperación entre naciones.
- Artista del pueblo de la RSFSR (1984).